# Phare arrière de Northport
Le phare arrière de Northport (en anglais : Northport Back Range Light) est un phare d'alignement actif érigé en 1885 qui est situé à Alberton dans le Comté de Prince (Province de l'Île-du-Prince-Édouard), au Canada.
Ce phare est géré par la Garde côtière canadienne .
Ce phare patrimonial a été reconnu édifice fédéral du patrimoine le 16 avril 2015  par le bureau d'examen des édifices fédéraux du patrimoine canadien.

## Histoire
Une paire de feux d'alignement a été réalisée en 1897 pour guider les navires dans le chenal menant au port de Cascumpec. En 1903, les deux tourelles à claire-voie ont été recouvertes d'un bardage de bois. Les deux ouvrages ont dû être changé de place, en 190 et 1943, à cause du changement de l'alignement du chenal.
Ce feu avant, à la désactivation du feu arrière d'alignement en 1962, est devenu le feu arrière de Northport. En 1970, la tour a été rehaussée.

## Description
Le phare est une tour pyramidale blanche de 12 m de haut, avec une galerie et une lanterne carrée rouge. Il porte une rayure rouge verticale sur sa face avant. Il émet, à une hauteur focale de 13 m, un long éclat vert toutes les 4 secondes. Sa portée nominale est de 15 milles nautiques (environ 28 km). Il n'est pas ouvert aux visites.
Identifiant : ARLHS : CAN-354 - Amirauté : H-1094.1 - NGA : 7896  - CCG : 1082 .

## Caractéristique duFeu maritime
Fréquence : 4 secondes (G)
- Lumière : 2 secondes
- Obscurité : 2 secondes

### Lien connexe
- Liste des phares de l'Île-du-Prince-Édouard